# Pension complète
 (janvier 2017).
Pour plus de détails, voir Fiche technique et Distribution.
Pension complète est une comédie française réalisée par Florent-Emilio Siri et sortie en 2015.
Il s'agit d'un remake du film de Gilles Grangier La Cuisine au beurre sorti en 1963, avec Bourvil et Fernandel dans les rôles principaux. Dans Pension complète, Franck Dubosc et Gérard Lanvin reprennent ces rôles.
Dix ans plus tôt, en 2005, un autre remake du film, Mes deux maris, avait été réalisé par Henri Helman sous forme de téléfilm et diffusé sur TF1. Patrick Bosso y reprenait le rôle de Fernandel.

## Synopsis
François et Charlotte dirigent ensemble un hôtel-restaurant réputé au bord de la mer. Charlotte a déjà été mariée par le passé à Alex, un joueur invétéré et quelque peu mythomane. Celui-ci avait disparu à la suite d'une dispute. Considéré comme mort, il réapparaît, justifiant sa longue disparition par le tsunami en Thaïlande, bien décidé à reconquérir son épouse. Les deux hommes se livrent alors un combat acharné pour le cœur de Charlotte. La lutte s'annonce de haute volée entre Alex, hâbleur et menteur, et François, travailleur et obsédé par l'obtention d'une étoile au Guide Michelin.

## Fiche technique
- Titre : Pension complète
- Titre de travail : La Grande Cuisine
- Réalisation : Florent-Emilio Siri
- Scénario : Matt Alexander, Cécile Sellam, Mathieu Oullion d'après l'œuvre de Gilles Grangier
- Musique : Emmanuel d'Orlando
- Montage : Olivier Gajan
- Photographie : Giovanni Fiore Coltellacci
- Costumes : Mimi Lempicka
- Décors : Philippe Chiffre
- Producteur : Cyril Colbeau-Justin, Jean-Baptiste Dupont et David Giordano (producteur exécutif)
- Production : LGM Productions et Cinéfrance 1888
- Distribution : Studiocanal
- Pays d'origine :  France
- Durée : 85 minutes
- Genre : comédie
- Dates de sortie :
  -  France : 30 décembre 2015
- Box-office France : 248 399 entrées[1]

## Distribution
- Franck Dubosc : François
- Gérard Lanvin : Alex
- Pascale Arbillot : Charlotte
- Audrey Dana : Pascale
- Abdoulaye Dembele : Brice
- Nora Hamzawi : Dr Victoire Bonnaire
- Nader Boussandel : Mamed
- Marc Barbé : Franck
- Catherine Lachens : la mère de François
- Franck Adrien : Vincent

## Autour du film
Lorsque François (Franck Dubosc) et Alex (Gérard Lanvin) vont à la pêche ensemble, Alex dit « J'aime pas le camping, moi » en référence au film Camping de Fabien Onteniente, où Dubosc interprète Patrick Chirac, un campeur, et Lanvin Michel Saint Josse, un chirurgien esthétique qui se retrouve par malchance dans le camping.